# Esports de taula

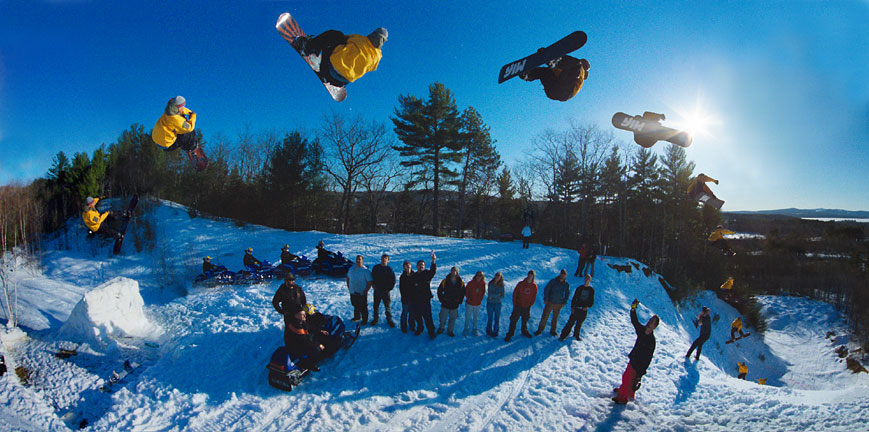
Imatge d'una típica acrobàcia de surf de neu.

Els esports de taula o esports de planxa o esports de lliscament són esports que es practiquen amb alguna mena de tauló com a equip primari. El surf va ser el primer esport de taula del món. Amb el temps la quantitat d'esports ha augmentat i en l'actualitat existeixen una varietat d'aquesta mena d'esports, entre els més comuns es troben:
- Surf de neu
- Surf de sorra
- Surf de vela
- Surf d'estel
- Surf
- Monopatí de carrer
- Mountainboarding
- Longboarding
- Surfesquí
- Asfaltboarding
- Bodyboarding
- Kneeboarding
- Pineboarding
- Riverboarding
- Skimboarding
- Waveboarding
- Wakeskate
- Freeboarding